# هیروکی شینجو
هیروکی شینجو (انگلیسی: Hiroki Shinjo؛ زادهٔ ۲۸ آوریل ۱۹۷۳) بازیکن فوتبال اهل ژاپن است.
از باشگاه‌هایی که در آن بازی کرده‌است می‌توان به باشگاه فوتبال توکیو اشاره کرد.